# Olive Deering
Olive Deering (* 11. Oktober 1918 in New York City als Olive Corn; † 22. März 1986 ebenda) war eine US-amerikanische Schauspielerin. In ihrer über 40 Jahre umfassenden Laufbahn war sie in fast 50 Film- und Fernsehauftritten sowie mehreren Theaterproduktionen zu sehen.

## Leben
Olive Deering wurde als eines von zwei Kindern des Zahnarztes Max Corn und seiner Frau Zelda Corn geboren. Ihr älterer Bruder Alfred Ryder wurde ebenfalls Schauspieler. Sie nahm Schauspiel- und Tanzunterricht an der Professional Children’s School in New York und gab 1933 ihr Bühnendebüt in einer kleinen Szene im Theaterstück Girls in Uniform. Es folgten Auftritte in Richard II. an der Seite von Maurice Evans sowie gemeinsam mit Paul Muni in Counsellor-at-Law. Deering war bis zu ihrem Lebensende Mitglied im The Actors Studio.
Ihr Filmdebüt gab Deering 1947 mit einer kleinen Rolle in Tabu der Gerechten. Bekanntheit erlangte sie 1949 durch ihre Rolle der Miriam in Cecil B. DeMilles Samson und Delilah. 1950 folgte die Rolle der June Roberts in Frauengefängnis. 1956 war Deering als Mirjam im Monumentalfilm Die zehn Gebote zu sehen. Insgesamt wirkte sie nur sporadisch an Hollywood-Filmen mit, da sie die Theaterarbeit in New York bevorzugte. Allerdings wirkte sie bis von den 1950er-Jahren bis Mitte der 1960er-Jahre an einer Vielzahl von Fernsehserien mit. Zuletzt stand sie 1973 für den Film Howzer vor der Kamera.
Von 1947 bis zur Scheidung war Olive Deering mit dem Filmschaffenden Leo Penn verheiratet. Die Ehe blieb kinderlos. Sie setzte sich für die Demokratische Partei ein und unterstützte deren Kandidat Adlai Ewing Stevenson junior während der Präsidentschaftswahl in den Vereinigten Staaten 1952. Deering starb am 22. März 1986 im Alter von 67 Jahren in ihrer Heimatstadt New York an den Folgen einer Krebserkrankung. Sie wurde auf dem Kensico Cemetery in Valhalla beigesetzt.

## Filmografie (Auswahl)
- 1947: Tabu der Gerechten (Gentleman’s Agreement)
- 1948–1953: The Philco Television Playhouse (Fernsehserie, 7 Folgen)
- 1949: Samson und Delilah (Samson and Delilah)
- 1950: Frauengefängnis (Caged)
- 1951–1952: Suspense (Fernsehserie, 5 Folgen)
- 1956: Die zehn Gebote (The Ten Commandments)
- 1958: Perry Mason (Fernsehserie, Folge 1x25)
- 1959: Alfred Hitchcock präsentiert (Alfred Hitchcock Presents, Fernsehserie, Folge 4x25)
- 1960–1962: Armstrong Circle Theatre (Fernsehserie, 5 Folgen)
- 1962: Preston & Preston (The Defenders, Fernsehserie, Folge 1x18)
- 1962: Outlaws (Fernsehserie, Folge 2x21)
- 1963: The Outer Limits (Fernsehserie, Folge 1x14)
- 1964: Der Mörder mit der Gartenschere (Shock Treatment)
- 1965: Alfred Hitchcock zeigt (The Alfred Hitchcock Hour, Fernsehserie, Folge 3x16)
- 1973: Howzer